# 泽尔默泽勒
泽尔默泽勒（法語：Zermezeele，法語發音：[zɛʁməzɛl]）是法国上法蘭西大區北部省的一个市镇，属于敦刻尔克区。

## 地理
泽尔默泽勒（50°49'28"N, 2°27'0"E）面积4.83 平方千米，位于法国上法蘭西大區北部省，该省份为法国最北部的省份及最长的省份，西北濒北海，西接加来海峡省，南至埃纳省和索姆省，东与比利时接壤。
与泽尔默泽勒接壤的市镇（或旧市镇、城区）包括：勒德兰盖姆、阿尔内克、阿尔迪福尔、韦马尔卡佩勒、沃尔穆特。

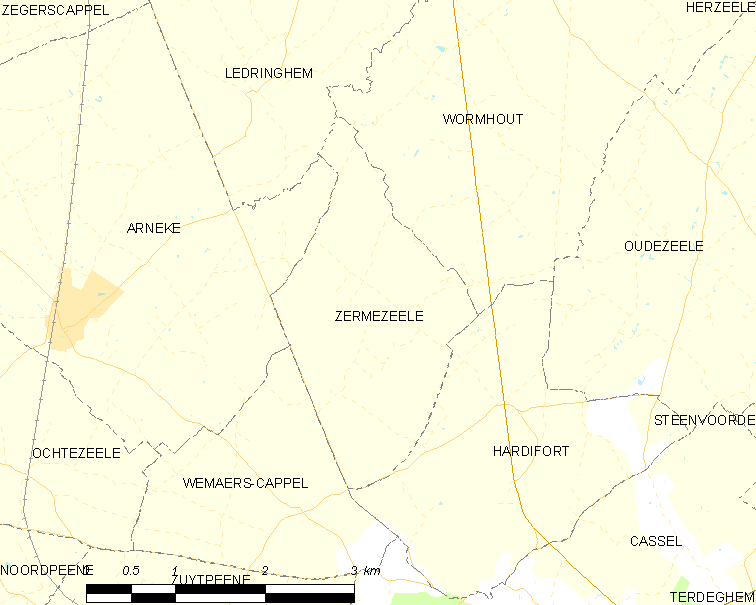
泽尔默泽勒的OSM定位图

泽尔默泽勒的时区为UTC+01:00、UTC+02:00（夏令时）。

## 行政
泽尔默泽勒的邮政编码为59670，INSEE市镇编码为59667。

## 政治
泽尔默泽勒所属的省级选区为沃尔穆特县。

## 人口

1962-2008年间泽尔默泽勒人口变化图示

泽尔默泽勒于2022年1月1日时的人口数量为245人。